# Participantes da Volta a Espanha de 2009
Estas são as 22 equipas e 198 ciclistas que participaram na Volta a Espanha de 2009, disputada entre 29 de agosto e 30 de setembro. 139 terminaram a corrida.

## Lista de participantes
| Euskaltel-Euskadi EUS | Euskaltel-Euskadi EUS | Euskaltel-Euskadi EUS |
| --------------------- | --------------------- | --------------------- |
| #                     | Ciclista              | Pos.                  |
| 1                     | Samuel Sánchez        | 2º                    |
| 2                     | Igor Antón            | 33º                   |
| 3                     | Aitor Hernández       | 96º                   |
| 4                     | Iñaki Isasi           | 71º                   |
| 5                     | Markel Irizar         | 114º                  |
| 6                     | Egoi Martínez         | 52º                   |
| 7                     | Alan Pérez            | 92º                   |
| 8                     | Rubén Pérez           | 98º                   |
| 9                     | Amets Txurruka        | 29º                   |

| Ag2r La Mondiale ALM | Ag2r La Mondiale ALM | Ag2r La Mondiale ALM |
| -------------------- | -------------------- | -------------------- |
| #                    | Ciclista             | Pos.                 |
| 11                   | Tadej Valjavec       | 30º                  |
| 12                   | José Luis Arrieta    | 81º                  |
| 13                   | Alexander Efimkin    | AB-17                |
| 14                   | John Gadret          | AB-11                |
| 15                   | Sébastien Hinault    | 69º                  |
| 16                   | Julien Loubet        | AB-18                |
| 17                   | Rinaldo Nocentini    | AB-13                |
| 18                   | Christophe Riblon    | 46º                  |
| 19                   | Ludovic Turpin       | 64º                  |

| Andalucía-Cajasur ACA | Andalucía-Cajasur ACA   | Andalucía-Cajasur ACA |
| --------------------- | ----------------------- | --------------------- |
| #                     | Ciclismo                | Pos.                  |
| 21                    | Xavier Tondo            | NP-14                 |
| 22                    | Manuel Calvente         | 47º                   |
| 23                    | José Antonio López      | AB-10                 |
| 24                    | Francisco José Martínez | 75º                   |
| 25                    | Manuel Ortega           | AB-6                  |
| 26                    | Antonio Piedra          | 78º                   |
| 27                    | Javier Ramírez Abeja    | 62º                   |
| 28                    | Jesús Rosendo           | 106º                  |
| 29                    | José Ruiz Sánchez       | 118º                  |

| Astana AST | Astana AST           | Astana AST |
| ---------- | -------------------- | ---------- |
| #          | Ciclista             | Pos.       |
| 31         | Haimar Zubeldia      | 14º        |
| 32         | Assan Bazayev        | 130º       |
| 33         | Jesús Hernández      | 19º        |
| 34         | Christopher Horner   | NP-5       |
| 35         | Maxim Iglinskiy      | NP-18      |
| 36         | Daniel Navarro       | 13º        |
| 37         | José Luis Rubiera    | AB-12      |
| 38         | Michael Schär        | 110º       |
| 39         | Alexandre Vinokourov | AB-12      |

| BBox Bouygues Telecom BBO | BBox Bouygues Telecom BBO | BBox Bouygues Telecom BBO |
| ------------------------- | ------------------------- | ------------------------- |
| #                         | Ciclista                  | Pos.                      |
| 41                        | Pierrick Fédrigo          | AB-12                     |
| 42                        | Giovanni Bernaudeau       | AB-8                      |
| 43                        | Olivier Bonnaire          | 48º                       |
| 44                        | William Bonnet            | 109º                      |
| 45                        | Franck Bouyer             | AB-13                     |
| 46                        | Damien Gaudin             | 139º                      |
| 47                        | Vincent Jérôme            | AB-8                      |
| 48                        | Laurent Lefèvre           | AB-9                      |
| 49                        | Matthieu Sprick           | 57º                       |

| Caisse d'Épargne GCE | Caisse d'Épargne GCE    | Caisse d'Épargne GCE |
| -------------------- | ----------------------- | -------------------- |
| #                    | Ciclista                | Pos.                 |
| 51                   | Alejandro Valverde      | 1º                   |
| 52                   | Imanol Erviti           | 100º                 |
| 53                   | Chente García Acosta    | 137º                 |
| 54                   | Vasil Kiryienka         | 16º                  |
| 55                   | Daniel Moreno           | 11º                  |
| 56                   | David López García      | 42º                  |
| 57                   | Francisco Pérez Sánchez | 88º                  |
| 58                   | Joaquim Rodríguez       | 7º                   |
| 59                   | Xabier Zandio           | 112º                 |

| Cervélo Test Team CTT | Cervélo Test Team CTT      | Cervélo Test Team CTT |
| --------------------- | -------------------------- | --------------------- |
| #                     | Ciclista                   | Pos.                  |
| 61                    | Íñigo Cuesta               | 35º                   |
| 62                    | Philip Deignan             | 9º                    |
| 63                    | Xavier Florencio           | 59º                   |
| 64                    | Simon Gerrans              | AB-13                 |
| 65                    | José Ángel Gómez Marchante | 22º                   |
| 66                    | Roger Hammond              | 97º                   |
| 67                    | Ignatas Konovalovas        | NP-14                 |
| 68                    | Gabriel Rasch              | 101º                  |
| 69                    | Dominique Rollin           | AB-13                 |

| Cofidis COF | Cofidis COF        | Cofidis COF |
| ----------- | ------------------ | ----------- |
| #           | Ciclista           | Pos.        |
| 71          | David Moncoutié    | 27º         |
| 72          | Mickaël Buffaz     | 89º         |
| 73          | Jean-Eudes Demaret | 127º        |
| 74          | Leonardo Duque     | 32º         |
| 75          | Julien El Fares    | 49º         |
| 76          | Bingen Fernández   | 58º         |
| 77          | Amaël Moinard      | 18º         |
| 78          | Damien Monier      | 65º         |
| 79          | Rein Taaramäe      | 74º         |

| Contentpolis-Ampo CNM | Contentpolis-Ampo CNM    | Contentpolis-Ampo CNM |
| --------------------- | ------------------------ | --------------------- |
| #                     | Ciclista                 | Pos.                  |
| 81                    | Julián Sánchez Pimienta  | 79º                   |
| 82                    | Javier Benítez           | 116º                  |
| 83                    | Sergio Domínguez         | AB-19                 |
| 84                    | Óscar García-Casarrubios | AB-6                  |
| 85                    | Mikel Gaztañaga          | AB-9                  |
| 86                    | Francisco José Pacheco   | 121º                  |
| 87                    | Adrián Palomares         | 45º                   |
| 88                    | Aitor Pérez Arrieta      | 111º                  |
| 89                    | Manuel Vázquez           | 15º                   |

| La Française des jeux FDJ | La Française des jeux FDJ | La Française des jeux FDJ |
| ------------------------- | ------------------------- | ------------------------- |
| #                         | Ciclista                  | Pos.                      |
| 91                        | Sandy Casar               | AB-14                     |
| 92                        | Sébastien Chavanel        | AB-13                     |
| 93                        | Mikael Cherel             | 25º                       |
| 94                        | Rémy Di Gregorio          | 51º                       |
| 95                        | Arnaud Gérard             | 105º                      |
| 96                        | Timothy Gudsell           | 136º                      |
| 97                        | Matthieu Ladagnous        | 63º                       |
| 98                        | Anthony Roux              | 120º                      |
| 99                        | Wesley Sulzberger         | 117º                      |

| Fuji-Servetto FUJ | Fuji-Servetto FUJ  | Fuji-Servetto FUJ |
| ----------------- | ------------------ | ----------------- |
| #                 | Ciclista           | Pos.              |
| 101               | Juan José Cobo     | 10º               |
| 102               | Eros Capecchi      | AB-13             |
| 103               | David de la Fuente | 24º               |
| 104               | Jesús del Nero     | 66º               |
| 105               | Arkaitz Durán      | 40º               |
| 106               | Beñat Intxausti    | 60º               |
| 107               | Fredrik Kessiakoff | 72º               |
| 108               | Robert Kiserlovski | NP-5              |
| 109               | Davide Vigano      | AB-13             |

| Garmin-Slipstream GRM | Garmin-Slipstream GRM | Garmin-Slipstream GRM |
| --------------------- | --------------------- | --------------------- |
| #                     | Ciclista              | Pos.                  |
| 111                   | Thomas Danielson      | AB-18                 |
| 112                   | Julian Dean           | 132º                  |
| 113                   | Tyler Farrar          | NP-12                 |
| 114                   | Ryder Hesjedal        | NP-18                 |
| 115                   | Martijn Maaskant      | 135º                  |
| 116                   | Daniel Martin         | 53º                   |
| 117                   | Christian Meier       | NP-18                 |
| 118                   | David Millar          | 80º                   |
| 119                   | Svein Tuft            | AB-15                 |

| Lampre LAM | Lampre LAM        | Lampre LAM |
| ---------- | ----------------- | ---------- |
| #          | Ciclista          | Pos.       |
| 121        | Damiano Cunego    | NP-17      |
| 122        | Alessandro Ballan | NP-17      |
| 123        | Emanuele Bindi    | 128º       |
| 124        | Vitaliy Buts      | NP-12      |
| 125        | Enrico Gasparotto | 82º        |
| 126        | Marco Marzano     | AB-14      |
| 127        | Massimiliano Mori | 133º       |
| 128        | Paolo Tiralongo   | 8º         |
| 129        | Francesco Tomei   | AB-12      |

| Liquigas LIQ | Liquigas LIQ     | Liquigas LIQ |
| ------------ | ---------------- | ------------ |
| #            | Ciclista         | Pos.         |
| 131          | Ivan Basso       | 4º           |
| 132          | Daniele Bennati  | 84º          |
| 133          | Maciej Bodnar    | 131º         |
| 134          | Kjell Carlström  | 91º          |
| 135          | Roman Kreuziger  | 61º          |
| 136          | Manuel Quinziato | 126º         |
| 137          | Fabio Sabatini   | 115º         |
| 138          | Sylwester Szmyd  | 17º          |
| 139          | Oliver Zaugg     | 70º          |

| Quick Step QST | Quick Step QST  | Quick Step QST |
| -------------- | --------------- | -------------- |
| #              | Ciclista        | Pos.           |
| 141            | Tom Boonen      | AB-13          |
| 142            | Carlos Barredo  | AB-9           |
| 143            | Allan Davis     | AB-9           |
| 144            | Kevin De Weert  | 20º            |
| 145            | Stijn Devolder  | 85º            |
| 146            | Matteo Tosatto  | AB-19          |
| 147            | Marco Velo      | 93º            |
| 148            | Wouter Weylandt | NP-17          |
| 149            | Maarten Wynants | 113º           |

| Rabobank RAB | Rabobank RAB       | Rabobank RAB |
| ------------ | ------------------ | ------------ |
| #            | Ciclista           | Pos.         |
| 151          | Óscar Freire       | AB-13        |
| 152          | Lars Boom          | 55º          |
| 153          | Juan Manuel Gárate | 38º          |
| 154          | Robert Gesink      | 6º           |
| 155          | Tom Leezer         | 129º         |
| 156          | Paul Martens       | AB-12        |
| 157          | Koos Moerenhout    | 36º          |
| 158          | Bram Tankink       | 34º          |
| 159          | Pieter Weening     | 44º          |

| Silence-Lotto SIL | Silence-Lotto SIL | Silence-Lotto SIL |
| ----------------- | ----------------- | ----------------- |
| #                 | Ciclista          | Pos.              |
| 161               | Cadel Evans       | 3º                |
| 162               | Christophe Brandt | 125º              |
| 163               | Francis De Greef  | 21º               |
| 164               | Mickaël Delage    | 73º               |
| 165               | Philippe Gilbert  | 54º               |
| 166               | Olivier Kaisen    | 86º               |
| 167               | Matthew Lloyd     | 50º               |
| 168               | Jürgen Roelandts  | 119º              |
| 169               | Charles Wegelius  | AB-4              |

| Columbia-HTC THR | Columbia-HTC THR  | Columbia-HTC THR |
| ---------------- | ----------------- | ---------------- |
| #                | Ciclista          | Pos.             |
| 171              | André Greipel     | 107º             |
| 172              | Michael Albasini  | AB-11            |
| 173              | Bert Grabsch      | NP-18            |
| 174              | Adam Hansen       | 94º              |
| 175              | Gregory Henderson | 123º             |
| 176              | Kim Kirchen       | NP-6             |
| 177              | František Raboň   | 134º             |
| 178              | Vicente Reynés    | 103º             |
| 179              | Marcel Sieberg    | 122º             |

| Team Milram MRM | Team Milram MRM  | Team Milram MRM |
| --------------- | ---------------- | --------------- |
| #               | Ciclista         | Pos.            |
| 181             | Gerald Ciolek    | AB-18           |
| 182             | Linus Gerdemann  | NP-12           |
| 183             | Christian Knees  | 43º             |
| 184             | Dominik Roels    | 83º             |
| 185             | Thomas Rohregger | NP-10           |
| 186             | Matthias Russ    | 90º             |
| 187             | Björn Schröder   | AB-13           |
| 188             | Martin Velits    | 95º             |
| 189             | Paul Voss        | 99º             |

| Team Saxo Bank SAX | Team Saxo Bank SAX | Team Saxo Bank SAX |
| ------------------ | ------------------ | ------------------ |
| #                  | Ciclista           | Pos.               |
| 191                | Andy Schleck       | AB-8               |
| 192                | Kurt Asle Arvesen  | 108º               |
| 193                | Matti Breschel     | 68º                |
| 194                | Fabian Cancellara  | NP-14              |
| 195                | Jakob Fuglsang     | 56º                |
| 196                | Alexandr Kolobnev  | 31º                |
| 197                | Karsten Kroon      | 76º                |
| 198                | Stuart O'Grady     | NP-17              |
| 199                | Fränk Schleck      | NP-11              |

| Vacansoleil VAC | Vacansoleil VAC   | Vacansoleil VAC |
| --------------- | ----------------- | --------------- |
| #               | Ciclista          | Pos.            |
| 201             | Matteo Carrara    | 37º             |
| 202             | Borut Božič       | 102º            |
| 203             | Johnny Hoogerland | 12º             |
| 204             | Serguéi Lagutín   | 104º            |
| 205             | Björn Leukemans   | AB-18           |
| 206             | Marco Marcato     | NP-12           |
| 207             | Jens Mouris       | 138º            |
| 208             | Matthé Pronk      | 124º            |
| 209             | Lieuwe Westra     | 87º             |

| Xacobeo Galicia XGZ | Xacobeo Galicia XGZ     | Xacobeo Galicia XGZ |
| ------------------- | ----------------------- | ------------------- |
| #                   | Ciclista                | Pos.                |
| 211                 | Ezequiel Mosquera       | 5º                  |
| 212                 | Gustavo César           | 41º                 |
| 213                 | Gustavo Dominguez       | 77º                 |
| 214                 | Alberto Fernández Sainz | NP-12               |
| 215                 | David García Dapena     | 23º                 |
| 216                 | David Herrero           | 28º                 |
| 217                 | Serafín Martínez        | 39º                 |
| 218                 | Gonzalo Rabuñal         | 67º                 |
| 219                 | Eduard Vorganov         | 26º                 |